# 미코가미 리코
미코가미 리코(御子神 リコ,みこがみ リコ)는 《쥬로링 동물탐정》의 등장인물이다. 더빙판 명칭은 밍밍/링링. 성우는 유우키 아오이/김서영.

## 프로필
가온누리 초등학교 5학년. 11세/12세.
건강하고 긍정적인 성격으로, 변덕스럽고 새침한 면도 보인다.
리무와는 이란성 쌍둥이 자매이자 미코가미 3자매의 막내.
겐과는 소꿉친구로, 자주 같이 싸우고 잔소리를 하지만 다락방의 연구실에서 키루밍/쥬로링을 손에 넣어 고양이의 모습으로 변신한다.
변신 후에는 스스로 비밀 탐정 캐서린/명탐정 캣츠비라는 별명을 짓고, 리무와 나기사의 변신시의 이름도 붙여 준다.